# Hufeisen-Jenzig
Das Naturschutzgebiet Hufeisen-Jenzig liegt auf dem Gebiet der Stadt Jena und im Saale-Holzland-Kreis in Thüringen. Es erstreckt sich nordöstlich von Jena und nordwestlich des Kernortes der Gemeinde Großlöbichau. Westlich des Gebietes fließt die Saale und verläuft die B 88, südlich verläuft die B 7.

## Bedeutung
Das 623,4 ha große Gebiet mit der NSG-Nr. 149 wurde im Jahr 1961 unter Naturschutz gestellt.